# 소크라테스
소크라테스(그리스어: Σωκράτης, Socrates, 기원전 470년 경 – 기원전 399년 5월 7일)는 고대 그리스의 철학자이다. 기원전 469년 고대 그리스 아테나이에서 태어나 일생을 철학의 제 문제에 관한 토론으로 일관한 서양 철학에서 첫 번째 인물로 평가되고 있다. 그의 죽음은 멜레토스, 아니토스, 리콘 등에 의해 '신성 모독죄'와 '젊은 세대들을 타락시킨 죄'로 기소당하고 기원전 399년에 71세의 나이로 사약을 마시고 사형을 당했다. 실존철학의 거장인 카를 야스퍼스의 저서 《위대한 사상가들》에서도 그렇게 보고 있다.
영국의 철학자인 화이트헤드는 "서양의 2000년 철학은 모두 플라톤의 각주에 불과하다."라고 말했으며, 시인 에머슨은 "철학은 플라톤이고, 플라톤은 철학"이라 평하였는데, 플라톤은 소크라테스의 수제자이다. 플라톤이 20대인 시절, 스승 소크라테스가 민주주의에 의해 끝내 사형당하는 것을 보고 크게 분개했으며, 이는 그의 귀족주의(철인정치) 지지의 큰 계기가 되었다. 알렉산더 대왕은 소크라테스의 증손 제자로, 플라톤의 제자인 아리스토텔레스의 제자이다. 아리스토텔레스는 스승 플라톤과 달리 민주주의를 지지했다.

## 소크라테스 문제
역사상의 소크라테스와 그의 철학적 관점에 대한 정확한 설명은 상당한 논쟁거리이다. 이 문제를 소크라테스 자신과 생애, 철학에 대한 지식은 그의 제자들과 당대 사람들의 기록을 통해 전해지고 있다. 이 가운데 가장 중요한 것이 플라톤의 기록이며, 그 밖에도 크세노폰, 아리스토텔레스, 아리스토파네스도 중요한 시사점을 주고 있다. 이런 저작들은 정확한 사실이 아닌 철학 또는 극적인 글인 경우가 많기 때문에, "실제" 소크라테스를 알기는 어렵다. 당대 고대 그리스에서 투퀴디데스(일반적으로 소크라테스나 철학자들에 대해 언급한 바가 없다)를 제외하고는, 소크라테스 시대를 사실에 입각해서 서술하는 한 사람들은 어떤 기록도 남기지 않았다. 그리하여 역사가들은 소크라테스의 삶과 업적에 대하여 정확하고 일관성 있는 역사를 쓰기 위해 당대 인물들이 쓴 여러 사료들을 일치시켜야 하는 어려움을 겪게 된다. 이러한 노력의 결과는 반드시 사실적이지는 않으며 다만 일관성을 갖추었을 따름이다. 일반적으로 플라톤은 소크라테스의 삶과 철학에 대해 가장 믿을 만하고 유용한 지식을 제공하는 인물로 평가받는다. 동시에 일부 저작에서 플라톤은 자신이 저작속에서 구현한 "소크라테스"의 모습을 실제 소크라테스의 언행보다 더욱 미화시키기도 한다.
그러나 다른 저작이나 유물을 통해서 소크라테스가 단지 플라톤이 날조한 인물은 아님이 드러난다. 크세노폰과 아리스토텔레스의 증언과 아리스토파네스의 희극 '구름'은 플라톤의 저작에 나오는 일반적인 소크라테스의 모습을 확인하는 데 유용하다.

## 생애
플라톤에 따르면 소크라테스는 석공소를 운영한 석공이자 조각가였던 소프로니코스를 아버지로, 산파였던 파이나레테를 어머니로 하는 아테네의 서민가정에서 태어났다. 성장 초기에는 직업을 세습하던 당시 문화에 따라 아버지 밑에서 석공 기술을 배우며 철학, 기하학, 천문학 등을 공부했고, 청년에서 40세까지 세 번에 걸친 전쟁에 중장보병으로 전투에 직접 참여하였다. 40세 이후에는 교육자로 청년들의 교화에 힘썼다. 기원전 406년, 500명 공회의 원로 일원이 되어 1년간 정치에 참여하기도 했다.

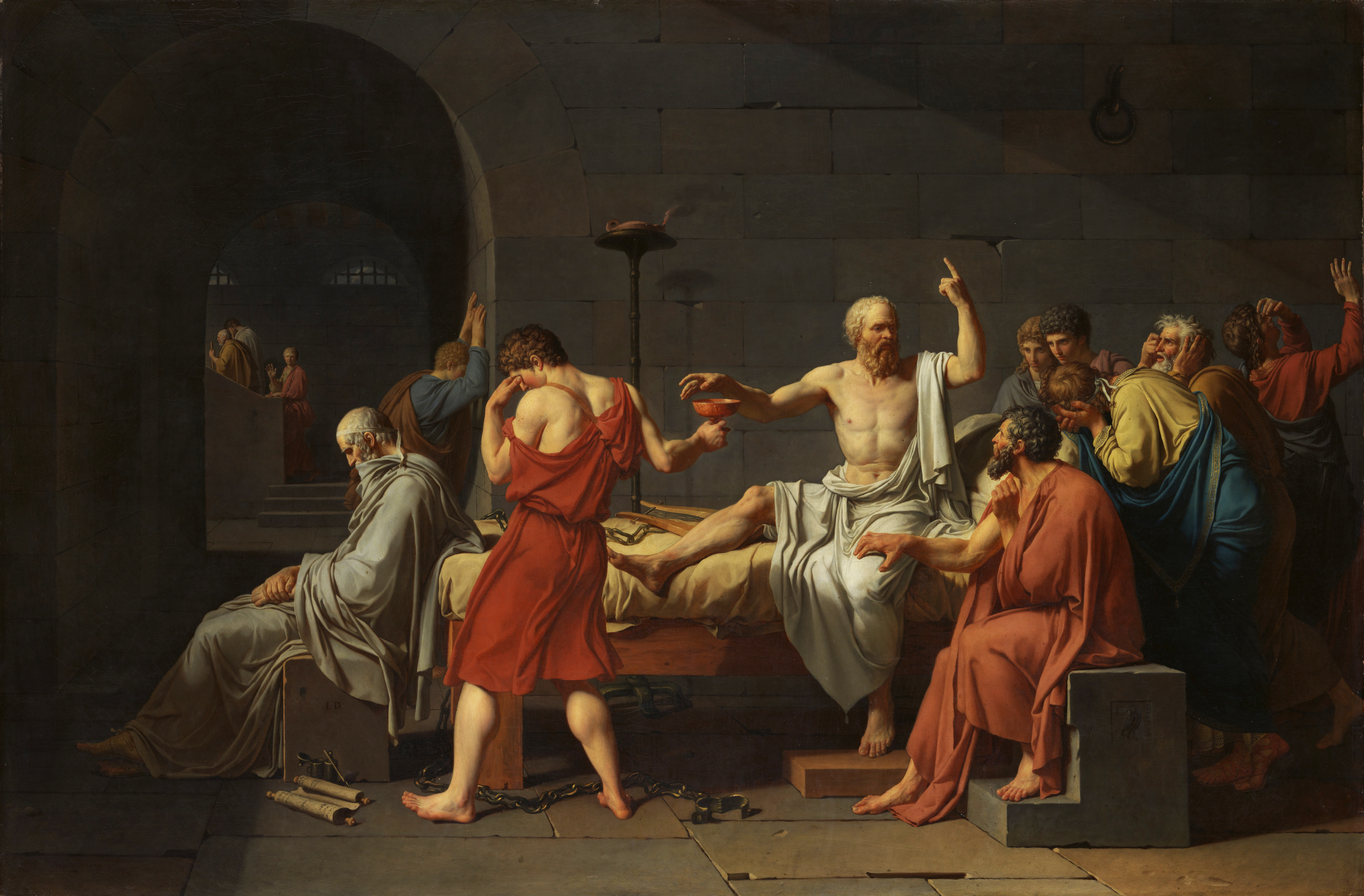
〈소크라테스의 죽음〉, 자크루이 다비드, 1787년

그는 자연 철학을 배웠으나, 그 기계론적 세계관에 불만을 품었다. 그때는 아테네의 몰락기였으므로 보수적이고 귀족적인 정신과 진보적이고 개인주의적이며 비판적 정신이 소용돌이치는 시대였다. 그도 이러한 경향을 지니게 되었으나 당시의 소피스트들처럼 궤변으로 진리를 상대적이고 주관적인 것으로 해석하는 태도를 배격하고, 객관적이고 보편 타당한 진리를 찾아서 이상주의적, 목적론적인 철학을 수립하려고 하였다.
그는 지혜를 사랑하는 마음으로 정의·절제·용기·경건 등을 가르쳐 많은 청년들에게 큰 감화를 끼쳤으나, 공포정치 시대의 참주였던 크리티아스 등의 출현이 그의 영향 때문이라는 오해를 받게 되어 '청년을 부패시키고 국가의 여러 신을 믿지 는 자'라는 죄명으로 고소되고, 배심원들의 투표 결과 40표로 사형이 언도되었다. 그는 도주할 수도 있었으나 태연히 독배를 들어 마시면서 자신이 아스클레피오스에게 닭을 졌다며 자신 대신  달라고 친구에게 당부하였다. (아스클레피오스는 의학의 신으로 그의 신전에서 치료받은 사람은 닭을 대가로 바쳐야 했다고 한다.)
참고로, 흔히 소크라테스는 '악법도 법이다'라는 말과 함께 담담히 사약을 받아들였다고 알려져 있다.
그러나, 이것은 이야기가 후에 변질된 것이라고 한다.
소크라테스의 제자 중 하나인, 에우렐이 말년에 작성한 파타모닐리아에 묘사한 내용을 보면, 소크라테스는 자신에게 내려진 사약을 몇 번이고 뒤엎어서 결국 마지막에 간수장이 간수들을 시켜 억지로 사약을 먹여 최후를 맞이했다고 한다.

## 사상
아무런 저서도 남긴 바 없는 소크라테스의 확실한 사상을 알기는 어려우나 아리스토텔레스, 디오게네스, 라이르티우스, 크세노폰, 특히 플라톤의 저서 등에 언급된 것을 보면 그는 델피의 신탁인 "만인 중에 소크라테스가 제일 현명하다."는 말을 들었다. 스스로의 무지를 자처하던 소크라테스는 신의 신탁이 사실인가 확인하기 위해 의아심을 품고 여러 현명한 사람을 찾아다녔다고 한다. 그러나, 그 어느 누구도 자신의 말을 확실히 알고 언표하는 사람이 없었다. 
소크라테스는 소크라테스 이전에 활동하던 소피스트의 상대주의와 회의주의에 맞서, 소크라테스는 장인이 아레테(ἀρετή, 훌륭함, 탁월함이라는 뜻)를 발휘하려면 자신의 기술에 대해서 잘 알아야 하듯, 인간으로서의 아레테, 즉 덕을 발휘하려면 덕이 무엇인지 알아야 한다고 생각하였다.
그 방법으로 제논의 변증법을 활용하여 논변을 진행시키는 사이에 잘못된 판단의 모순을 깨우치고 다시금 옳은 판단으로 유도시켰는데, 이것이 유명한 산파술이다. 그는 합리주의자였으나, 때로는 초경험적인 내심의 소리, 즉 다이몬의 소리를 경청하고, 때로는 깊은 명상에 잠기기도 하였다.(다이몬은 고대 신비주의자들이 공통적으로 찾았던 의식의 바탕이 되는 일종의 심연의 의식이다. 불가의 참나, 도교의 원신 등과 일맥상통 한다. 다이몬이 영어로 데몬이 되었고, 이것은 악마를 뜻하게 됐다. 이는 모든 이교도 학자, 신비주의자 일체를 이단으로 여긴 후대의 기독교도들에 의해서다.)
덕은 인간에 내재한다고 믿고 사람들에게 이를 깨닫게 하기 위해 온갖 계층의 사람들과 대화를 나눔으로써 사람들에게 자신의 무지함을 일깨워 주고 용기나 정의 등에 관한 윤리상의 개념을 설교하고 다녔다. 그는 대화를 통해 누군가를 가르치지 않고 질문을 함으로써 자신에게 무엇이 잘못인지 깨닫게 해주었다. 그러나 이 때문에 젊은이를 타락시키고 신을 인정하지 않는다는 부당한 고발을 당해 사약을 마시게 되었다. 그의 탁월한 지적·도덕적 성격에 의해 비단 철학자 뿐만 아니라 수많은 사람들을 감화시켜 '인류 최대의 교사'로 불리고 있다.

### 도덕론
소크라테스가 살았던 시대는 전반적으로 아테네 민주주의가 부패하던 시기였고, 이로 인한 개인윤리 타락이 극심한 시대였다. 그는 여러 악덕을 '무지'에 기인한 것이라고 판단했다. 따라서 그에 의하면, 덕은 이성적 사고의 기초 하에 생겨난다. 또한, 덕의 확대는 사회를 더 이성적인 상태로 만들 수 있는 절대적인 기준점이다. 또한, 이성의 냉소로 인한 부덕함이란 개념 자체를 비판했다. 그는 악덕한 자는 필연적으로 앎이 부족한 무지한 상태에 있다고 봤으며, 이러한 의미에서 '냉소적 이성'은 성립할 수 없다고 봤다. 그의 이러한 지행합일론은 그가 윤리·도덕적인 측면을 강조하게 만드는 데 일조했다. 실제로 그는 일상생활에서도 절제를 추구했으며, 자신의 가르침을 필요로 하는 청년들을 무료로 가르쳤다. 그리고 '선'을 중시하여 토론 과정에서도 관련된 질문을 많이 던졌다. 그의 이러한 관점은 사후 '스토아학파'에 의해 계승됐으며, 기독교의 윤리관에도 큰 영향을 줬다. 그러나 이는 근거가 없는 주장이다. 왜냐하면 그리스 철학이나 소크라테스의 철학은 기독교 윤리관과 본질적으로 다르기 때문이다.

### 영혼 중심적 사고
소크라테스는 육체-영혼 이원론자였다. 그는 육체는 객관적으로 존재하지만, 그저 껍데기일 뿐이고, 만 지식은 영혼 안에 내재된 개념이라고 봤으며, 영혼은 불멸한다고 봤다. 인간은 영혼을 소유한 존재이지만, 육체의 감각적 요소에 의해 영혼에 내재된 진리를 통찰하는 것을 계속 방해 당한다고 봤으며, 그는 이를 극복하면 만 지식을 얻게 된다고 주장했다. 그리고 이 극복 방법은 바로 이성적 사고에 기초한 산파술로 감각으로 인해 얻은 여러 '오류'를 하나씩 잡는 것에 있다고 봤다. 이러한 신념에 기초하여 그는 '죽음'이란 영혼이 육체에서 탈출하는 것으로 봤기 때문에 '죽음'을 긍정하기도 했다.

### 변론과 크리톤
'악법도 법이다'(라틴어: Dura lex, sed lex)라는 말이 회자되지만, 소크라테스가 직접 이런 말을 했다는 증거가 없다. 이 경구가 처음 등장한 것은 로마시대이며 말한 사람은 도미티우스 울피아누스로 기록되어 있다. 소크라테스는 플라톤의 《변론》에서 법정이 철학을 포기한다면 석방해주겠다는 제안을 하더라도 자신이 철학을 하는 이유는 하늘의 명령이기 때문에 그러한 결정을 받아들일 수 없다고 했다. 그 외에도 소크라테스는 자신의 법 이상의 철학적 원칙과 신념에 기초하여 의사결정을 했던 몇가지 사례들이 있다. 반면 《크리톤》에서 소크라테스는 자신에게 독배를 내린 법률에 대해 자신이 국외 추방을 제의하지 않음으로써 소극적으로 동의한 절차적 정당성을 뒤늦게 훼손할 수 없다고 친구인 크리톤에게 밝힌다. 그러나 《크리톤》에서 소크라테스는 평소의 냉정한 변증법적·이성적 논법을 구사하지 않고 정서적이고 감성적인 모습으로 크리톤을 설득하고 있기에 이는 진의를 모두 파악하기 어려운 책이라는 지적을 받아왔다.
《변론》과 《크리톤》의 이런 모순적인 모습 중 《크리톤》에 실린 모습이 과장되어 《변론》에 담긴 법령 불복종자로서의 모습을 누르고 지금까지 이어져왔는데 소크라테스의 일관된 삶과 철학에 비추어 볼 때 이런 말은 결코 성립할 수 없는 것이다. 진정한 철학자는 진리조차도 회의하고 가짜로 드러나는 순간 바로 폐기시키는 엄중함이 있는데, 기껏해야 인위적인 실정법을 무조건 옹호할 수는 없는 것이다. 이는 철학과 법의 기본 성격조차 모르는 무지의 소치였다.

### 산파술
소크라테스는 구두언어 - 흔히 당대에 로고스(Logos)라 불리던 -의 형식으로 질문을 던지는 것 자체에 큰 의미를 두었다. 그는 구두언어는 지(知)의 매개인 정신을 다른 상대방에게 전하는 유일한 운송 수단으로 봤다. 즉, 그에게 있어서 구두언어는 현대의 관점에서 말하는 단순한 규칙적인 음파의 개념이 아닌, 발화자의 사유 자체를 어떠한 오류도 없이 밖으로 내보내서, 듣는 이의 사유에 영향을 주는 절대적인 것으로 보았던 것이다. 그는 다양한 사람들과 토론했는데 제자들이 던진 질문에 즉각적인 답을 주는 것보단 거꾸로 질문을 던지는 것을 선호했다. 소크라테스는 자신의 의견이 무지에 기인한 의견 또는 그에 준하는 단견일 수 있다는 것을 알았다. 그는 자신이 만 지식을 알지 않는 한 단견으로 토론을 중지시켜 '앎의 변증'을 멈추는 것은 비이성적인 행위라고 생각했다. 그는 자신이 질문에서 확신할 수 없는 것에 대해 끝없이 질문했으며, 이러한 변증의 과정을 통해 진리에 가까워지려고 노력했다.

### 미적 범주
소크라테스는 미학적인 범주를 적어도 세 가지로 나누었다. 그 세 범주는 부분의 조립을 통해 자연을 표현하는 '이상적인 미', 시선을 통해 영혼을 표현하는 '정신적인 미', 그리고 '유용한(혹은 기능적인) 미'이다.

## 영향
그의 사상은 그의 제자들에게 전해져 메가라 학파, 키니코스 학파, 키레네 학파 등을 이루고, 특히 수제자인 플라톤의 관념주의로서 피어나, 그 후의 서양 철학에 큰 영향을 미쳤다. 기독교 수도원 운동에도 영향을 주었다.
그는 일생을 통해 자신이 직접 책을 쓴 일이 없고 또한 문학적 흥미도 지닌 바 없으나 그가 철학의 방법으로 취한 대화는 플라톤이나 아리스토텔레스의 걸작 대화집을 낳았다. 또한 그의 독창적 개성과 비극적인 죽음은 전기문학의 소재가 되었다.

## 같이 보기
- 나는 내가 알지 못함을 안다
- 알키비아데스
- 플라톤
- 아리스토텔레스
- 철학